# Janusz Nawroczyński
Janusz Nawroczyński (ur. 1884, zm. 1931 w Paryżu) – polski malarz, ilustrator, dyplomata.
W 1904 rozpoczął studia w Szkole Sztuk Pięknych w Warszawie, uczył się w pracowniach Kazimierza Stabrowskiego i Konrada Krzyżanowskiego. Od 1908 kontynuował naukę w prywatnej szkole rysunku i malarstwa prowadzonej przez Władysława Ślewińskiego, w tym sam roku lub w 1909 wyjechał do Paryża i tam uczęszczał do Szkoły Sztuk Dekoracyjnych. Po wybuchu I wojny światowej został ochotnikiem w armii francuskiej, ale po kilku miesiącach powrócił do Paryża. Wspólnie z Konstantym Brandlem brał udział w wystawach organizowanych przez polskie środowisko artystyczne m.in. Towarzystwo Artystów Polskich i Towarzystwo Wzajemnej Pomocy, z którego wsparcia korzystał. Po zakończeniu wojny został sekretarzem w polskiej ambasadzie w Paryżu, równocześnie wolny czas poświęcał malarstwu. Od 1922 należał do Związku Artystów Polskich, pięć lat później został członkiem zarządu tej organizacji.